# Çepni, Espiye
Çepniköy là một xã thuộc huyện Espiye, tỉnh Giresun, Thổ Nhĩ Kỳ. Dân số thời điểm năm 2011 là 395 người.